# Idrossiprolina
L'idrossiprolina è un amminoacido non standard, componente del collagene (ne costituisce circa il 14%). Si trova quasi esclusivamente in questa proteina.
Nel collagene ponti idrogeno tra i gruppi ossidrilici dell'idrossiprolina e dell'idrossilisina stabilizzano la struttura. Tali ponti formano legami crociati inter-catene α (intra-tropocollagene) e interfibrille.

## Struttura e scoperta
Nel 1902, Hermann Emil Fischer isolò l'idrossiprolina dalla gelatina idrolizzata. Nel 1905, Hermann Leuchs sintetizzò una miscela racemica di 4-idrossiprolina.
L'idrossiprolina si differenzia dalla prolina per la presenza di un gruppo ossidrile (-OH) attaccato all'atomo di carbonio γ.

## Funzioni
Un livello elevato di idrossiprolina è osservato in diversi disturbi, come nella malattia del trapianto contro l'ospite, nei cheloidi e nella vitiligine.
Al contrario il suo livello ridotto è un indicatore di scarsa guarigione delle ferite.
L'idrossiprolina è comunemente riscontrabile nelle urine e la sua concentrazione è un indice del metabolismo del collagene. L'aumento dell'idrossiprolinuria si riscontra nelle patologie scheletriche e in particolare nell'osteoporosi.
La sintesi intracellulare di idrossiprolina è correlata ai livelli di assorbimento dell'Acido ascorbico (Vit. C).